# Cayo Lara

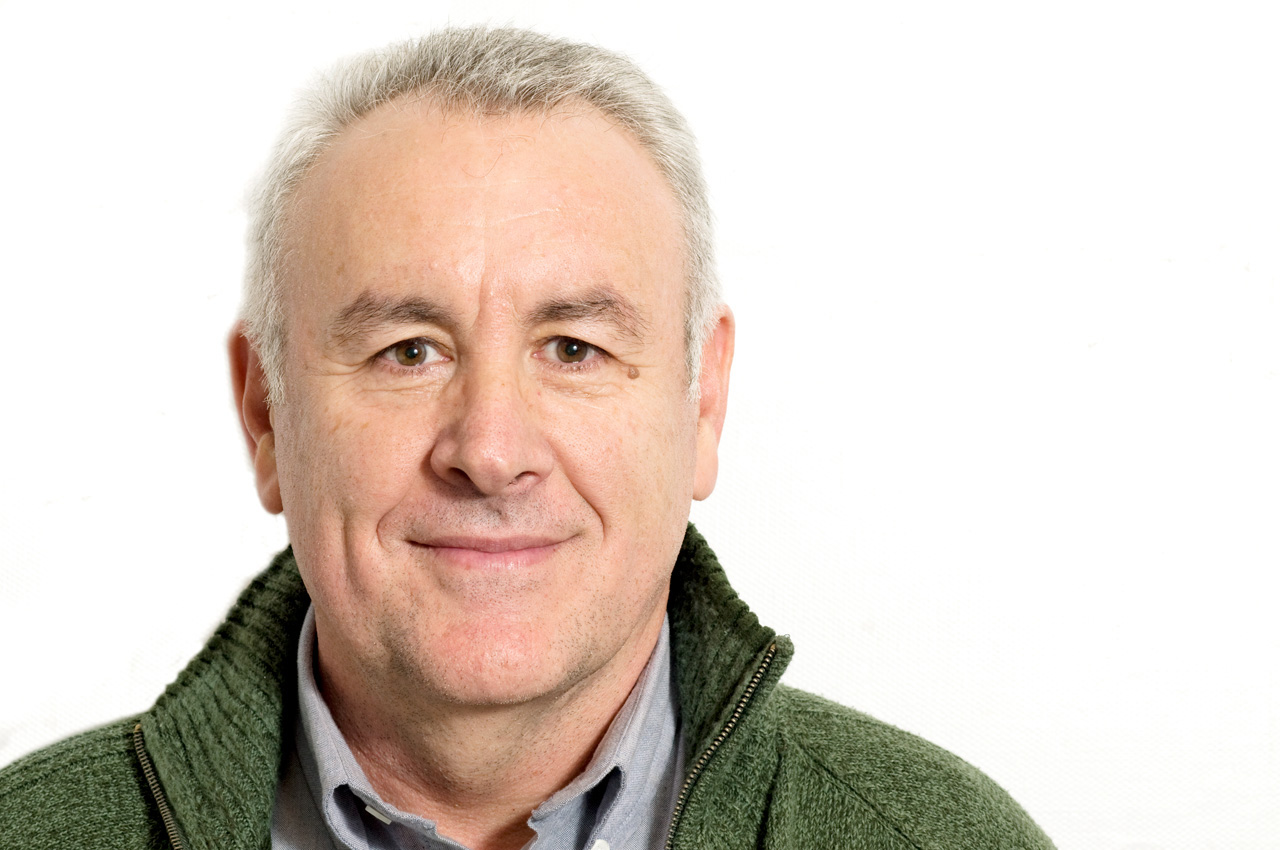
Cayo Lara (2010)

Cayo Lara Moya (* 29. Januar 1952 in Argamasilla de Alba, Provinz Ciudad Real) ist ein spanischer Politiker der Partido Comunista de España (PCE) und war der Koordinator des Parteienbündnisses Izquierda Unida (IU) von 2008–2016.

## Leben
Er verließ schon mit 13 Jahren die Schule, um seinen Vater, einen Transportunternehmer, zu unterstützen. Nach der Rückkehr vom Militärdienst wurde er im Alter von 23 Jahren Landwirt. Lara war zwischen 1987 und 1999 Bürgermeister seines Heimatortes. Seit 2008 war er Nachfolger von Gaspar Llamazares als coordinador general der  Vereinigten Linken (IU).
Im September 2011 wurde er zum Spitzenkandidaten für das Amt des Ministerpräsidenten bei den Spanischen Parlamentswahlen am 20. November 2011 gewählt. In einer Urwahl der Mitglieder wurde der neue Koordinator der Izquierda Unida ab 2016 bestimmt: Alberto Garzón (PCE).